# Ackkärr

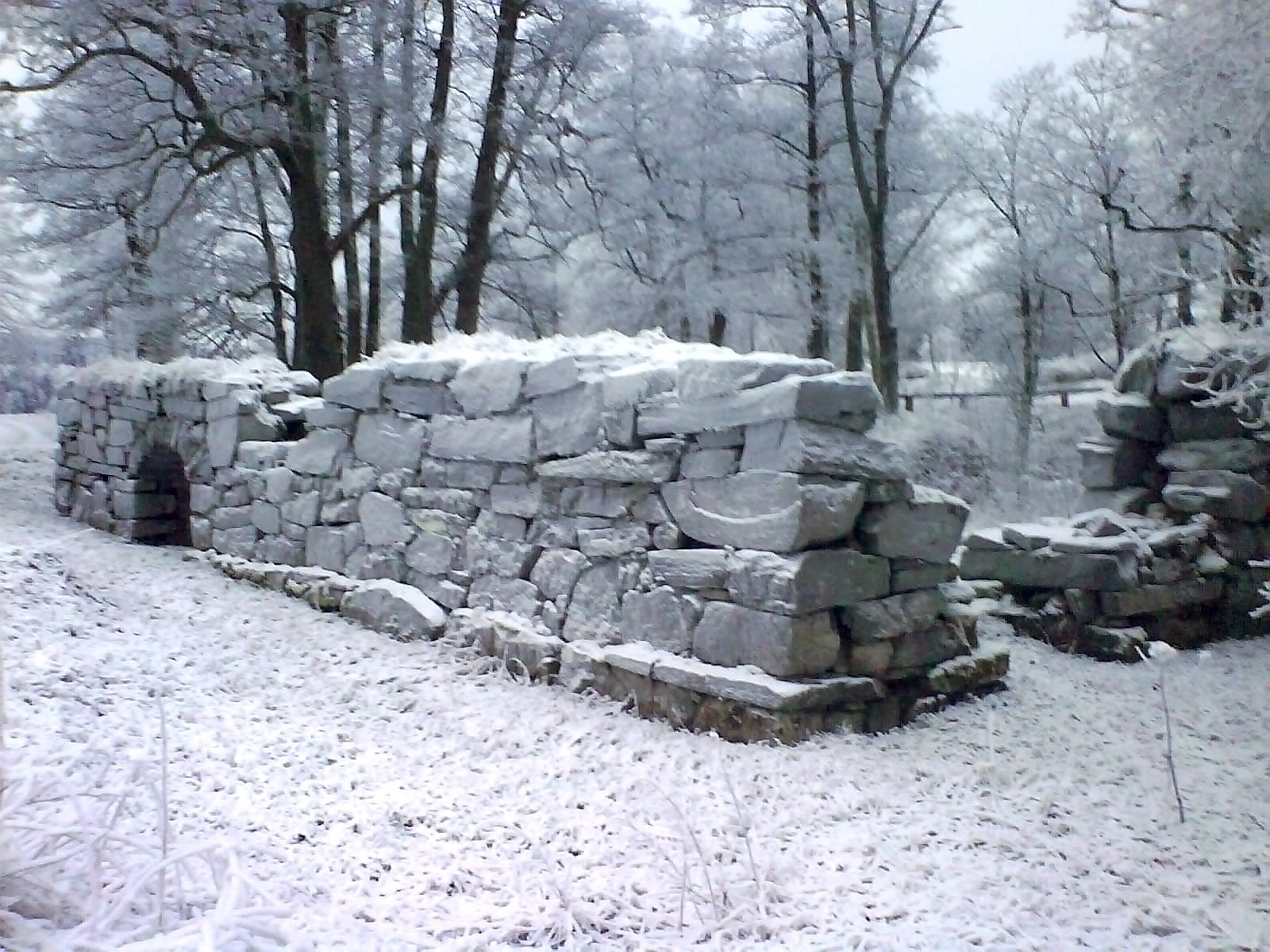
Ackkärrs smedjeruin

Ackkärr, mindre plats i Lungsunds socken, Storfors kommun, Värmland. Platsen är belägen mellan Lungsund och Lundsberg. Ackkärr har en herrgård och en gammal ödelagd smedjeruin.
Östra Värmland har under gångna århundraden starkt präglats av malmbrytning och järnhantering. Vid hyttorna tillverkades tackjärn som sedan hamrades ut till stångjärn vid något av de många bruken. Anläggningarna lokaliserades till platser där det rinnande vattnet kunde utnyttjas för att driva bälgar, blåsmaskiner och fallhammare. 
Redan före 1540 fanns jordbruksbebyggelse etablerad vid Ackkärr på näset mellan sjöarna Acktjärn och Hållsjön. Det är osäkert vilket år den första hammarsmedjan anlades på platsen. Som ägare till bruket år 1624 anges borgmästare Sven Bengtsson i Karlstad.
Den nuvarande ruinen är de sista resterna av den smedja som byggdes 1788. Efter stångjärnssmidets upphörande 1877 användes byggnaden in på 1920-talet som kraftstation och frörenseri innan den sedan revs.
Källa: Skylt vid ruinen. Länsstyrelsen i Värmlands län, Riksantikvarieämbetet 1994